# يوونتفيل
يوونتفيل (بالإنجليزية: Yountville)‏ هي إحدى مدن مقاطعة نابا، كاليفورنيا. تم إعطاءها لقب مدينة في 4 فبراير، 1965.

## المناخ
يظهر الجدول التالي التغييرات المناخية على مدار السنة ليوونتفيل:
| البيانات المناخية لـيوونتفيل      | البيانات المناخية لـيوونتفيل | البيانات المناخية لـيوونتفيل | البيانات المناخية لـيوونتفيل | البيانات المناخية لـيوونتفيل | البيانات المناخية لـيوونتفيل | البيانات المناخية لـيوونتفيل | البيانات المناخية لـيوونتفيل | البيانات المناخية لـيوونتفيل | البيانات المناخية لـيوونتفيل | البيانات المناخية لـيوونتفيل | البيانات المناخية لـيوونتفيل | البيانات المناخية لـيوونتفيل | البيانات المناخية لـيوونتفيل |
| الشهر                             | يناير                        | فبراير                       | مارس                         | أبريل                        | مايو                         | يونيو                        | يوليو                        | أغسطس                        | سبتمبر                       | أكتوبر                       | نوفمبر                       | ديسمبر                       | المعدل السنوي                |
| --------------------------------- | ---------------------------- | ---------------------------- | ---------------------------- | ---------------------------- | ---------------------------- | ---------------------------- | ---------------------------- | ---------------------------- | ---------------------------- | ---------------------------- | ---------------------------- | ---------------------------- | ---------------------------- |
| متوسط درجة الحرارة الكبرى °ف (°م) | 56 (13)                      | 62 (17)                      | 65 (18)                      | 70 (21)                      | 76 (24)                      | 83 (28)                      | 87 (31)                      | 87 (31)                      | 85 (29)                      | 77 (25)                      | 65 (18)                      | 56 (13)                      | 72 (22)                      |
| متوسط درجة الحرارة الصغرى °ف (°م) | 38 (3)                       | 40 (4)                       | 42 (6)                       | 43 (6)                       | 47 (8)                       | 51 (11)                      | 53 (12)                      | 52 (11)                      | 51 (11)                      | 47 (8)                       | 42 (6)                       | 38 (3)                       | 45 (7)                       |
| الهطول إنش (مم)                   | 6.02 (153)                   | 6.15 (156)                   | 4.39 (112)                   | 1.78 (45)                    | 1.06 (27)                    | .19 (4.8)                    | 0 (0)                        | .09 (2.3)                    | .24 (6.1)                    | 1.64 (42)                    | 3.86 (98)                    | 6.21 (158)                   | 31.63 (804.2)                |
| المصدر:                           |                              |                              |                              |                              |                              |                              |                              |                              |                              |                              |                              |                              |                              |

## أعلام
- تشارلز إس. درو
- ويليام إتش ويلكوكس
- جورج س. يونت
- يوجين تورنر
- جوزيف ليونارد